# Tortue imbriquée
Vous lisez un « article de qualité » labellisé en 2007.
Eretmochelys imbricata · Tortue imbriquée, Tortue à écailles
Genre
Synonymes
- Herpysmostes Gistel, 1868
- Onychochelys Gray, 1873

Espèce
Synonymes
- Testudo imbricata Linnaeus, 1766
- Chelone imbricata (Linnaeus, 1766)
- Chelonia imbricata (Linnaeus, 1766)
- Caretta imbricata (Linnaeus, 1766)
- Eretmochelys imbricata imbricata (Linnaeus, 1766)
- Herpysmostes imbricata (Linnaeus, 1766)
- Testudo nasicornis Bonnaterre, 1789
- Chelonia radiata Cuvier, 1829
- Chelonia griseam Eschscholtz, 1829
- Chelonia pseudomidas Lesson, 1831
- Chelonia pseudocaretta Lesson, 1831
- Caretta bissa Rüppel, 1835
- Eretmochelys imbricata bissa (Rüppel, 1835)
- Eretmochelys squamata Agassiz, 1857
- Eretmochelys imbricata squamata Agassiz, 1857
- Caretta squamosa Girard, 1858
- Caretta rostrata Girard, 1858
- Onychochelys kraussi Gray, 1873

Statut de conservation UICN

 CR A2bd : 
En danger critique
Statut CITES
La Tortue imbriquée (Eretmochelys imbricata), unique représentant du genre Eretmochelys, est une espèce de tortues de la famille des Cheloniidae. En français elle est appelée aussi Tortue à écailles ou Tortue à bec de faucon (traduction de son surnom anglais hawksbill turtle).
Elle est aussi appelée localement Karet, Carette, Caret ou Caouanne, aux Antilles, à Mayotte ou à La Réunion. Ces noms prêtent toutefois à confusion avec la tortue caouanne (Caretta caretta).
Elle se distingue par plusieurs caractères anatomiques et écologiques uniques ; il s’agit notamment du seul reptile spongivore connu.
Elle vit à proximité des côtes dans l’ensemble des mers tropicales. Réputée et longtemps recherchée pour la qualité supérieure de son écaille, elle est pour cette raison l’une des espèces de tortues de mer les plus menacées d’extinction.

## Description

### Aspect général

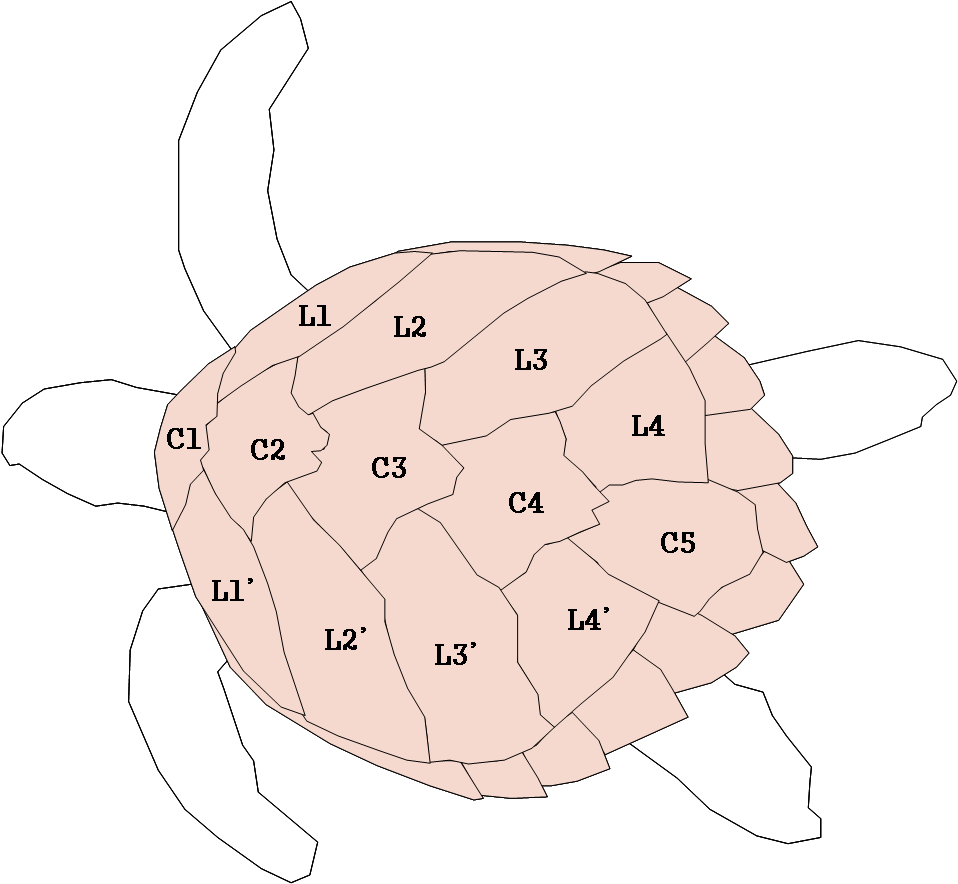
Le dos de la carapace comporte cinq plaques centrales (C1 à C5) dites vertébrales
et quatre paires de plaques latérales (L1 à L4 et L1' à L4') appelées costales.

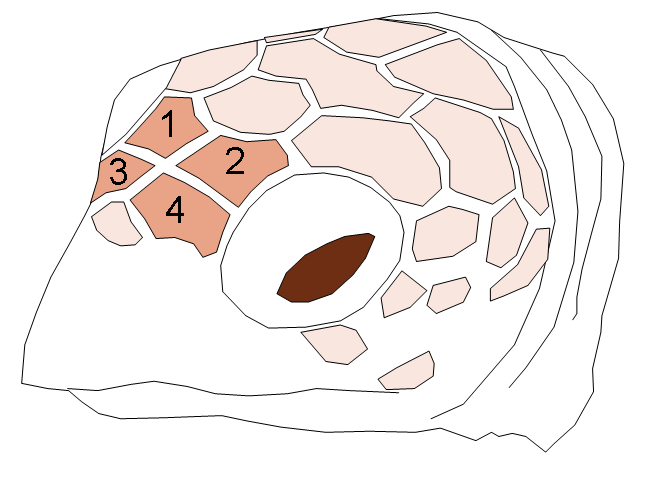
Sur la tête, la présence de quatre écailles préfrontales fait ressortir une ligne blanche entre les deux yeux.

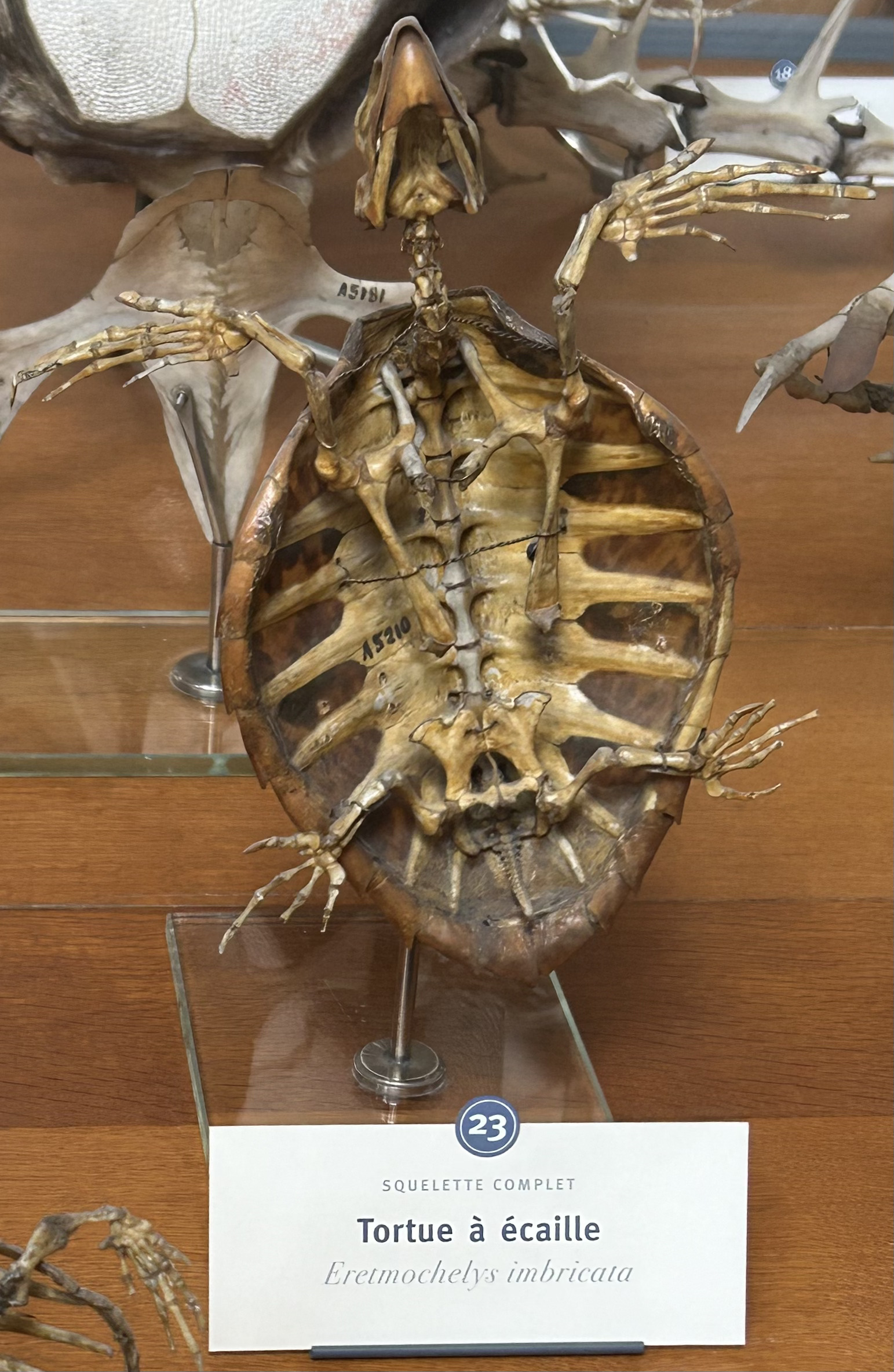
Squelette complet d'une tortue imbriquée. Galerie de Paléontologie et d'Anatomie comparée du Muséum national d'histoire naturelle, Paris.

L’aspect de cette espèce est assez semblable à celui des autres tortues marines. Sa carapace osseuse, sans carène continue et très colorée est plutôt aplatie. Ses pattes sont transformées en rames. Elle est cependant facilement distinguable par ses écailles épaisses recouvrant la dossière, posées comme les tuiles d’un toit, par son bec long, étroit et crochu et par les deux griffes disposées à quelques centimètres l’une de l’autre sur l’extérieur à mi-nageoires. La dossière de la carapace est formée de cinq plaques vertébrales et de quatre paires de costales. En outre, 11 paires d’écailles dites marginales et une paire d’écailles post-centrales sont présentes sur le bord de la carapace.
La dossière de la carapace est d’une teinte brun orangé. Cette coloration est une combinaison irrégulière de stries claires et foncées avec des taches jaunes ou rouges, mais ces colorations s'affadissent avec le temps. Le plastron est jaune, les écailles post-anales sont de même couleur avec des taches noires. Les nageoires sont brunes sur le dessus et jaunes dessous. Enfin, sa petite tête est brune avec quatre écailles préfrontales. Ses mâchoires sont jaunes, l’inférieure ayant une forme de V.
Les juvéniles sont noirs, excepté sur le bord de carapace, qui est jaune. Celle-ci est en forme de cœur à la naissance, puis devient ovale en grandissant. De plus, la dentelure formée par les écailles marginales s’estompe avec l’âge.
Les mâles se distinguent par une pigmentation plus claire et, comme pour les autres espèces de tortues, un plastron concave, de plus longues griffes et une queue plus épaisse.
Elle apparaît sur les billets de 20 bolivars vénézuéliens.

### Caractéristiques
La tortue imbriquée mesure entre 60 et 100 cm et pèse entre 43 et 75 kg, le plus gros spécimen trouvé faisant 127 cm.
Les œufs mesurent entre 30 et 45 mm et pèsent entre 20 et 31,6 g.
La tortue imbriquée est une grande nageuse. Des scientifiques ont relevé des pointes à 24 kilomètres à l'heure sur cinq kilomètres. Aux Caraïbes, des plongées ont été enregistrées à plus de 70 m pour des durées de 4 866 s, soit plus de 81 minutes.
La maturité sexuelle est atteinte chez cette tortue après dix ans, voire probablement vers vingt ans et peut se reproduire au moins pendant dix ans. Elle est donc qualifiée d’espèce à maturité tardive. Son espérance de vie n’est pas connue.

### Comportement et alimentation

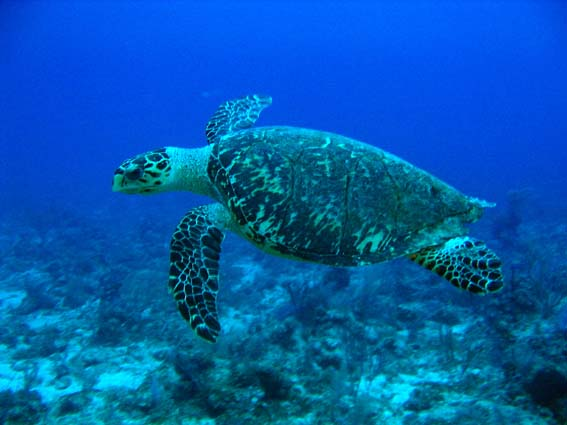
Tortue imbriquée en plongée.

Les conditions d’observation étant difficiles, l’alimentation des tortues en zone pélagique n’est pas très bien connue ; on pense qu’elles doivent se nourrir essentiellement de méduses. En zone benthique, et plus particulièrement dans les récifs coralliens, elles consomment surtout des éponges. Dans les Caraïbes, ces dernières constituent d’ailleurs 70 à 95 % de leur régime alimentaire et, comme beaucoup de spongivores, elles ne consomment que des espèces précises de la classe des Demospongiae, et plus spécifiquement celles appartenant aux ordres Astrophorida, Spirophorida et Hadromerida.
Certaines éponges consommées sont d’ailleurs connues pour être très toxiques pour d’autres organismes. C’est le cas notamment de Aaptos aaptos, Chondrilla nucula, Tethya actinia, Spheciospongia vesparium et Suberites domuncula. Les tortues imbriquées semblent particulièrement apprécier les éponges les plus siliceuses comme celles des genres Ancorina, Geodia (dont Geodia gibberosa), Ecionemia et Placospongia. Ce type d’alimentation est très rare, y compris chez les poissons. Cette alimentation très particulière rend la viande et plus particulièrement la peau de tortue très toxique dans les régions concernées, surtout dans l’océan Indien.
Ces tortues s’alimentent également d'autres invertébrés tels que les ctenophores et les cnidaires, dont les méduses et les hydrozoaires comme la physalie ou d’anémones de mer, mais aussi d’algues brunes, de mollusques et de crustacés.

### Physiologie

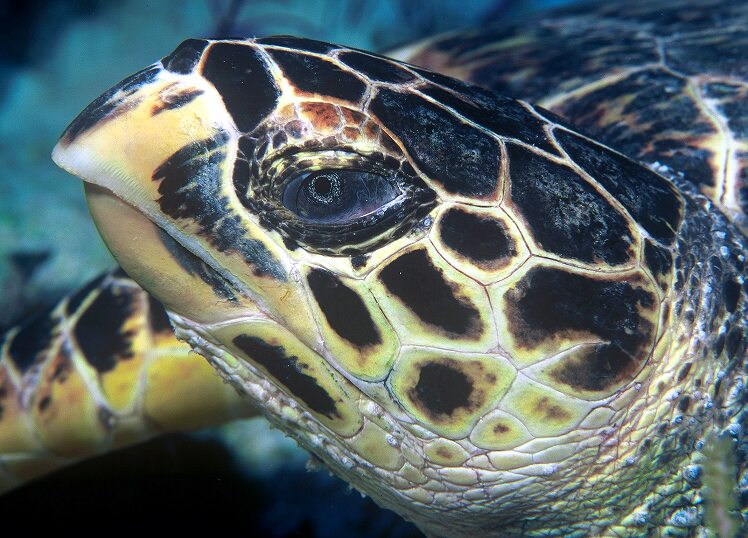
Détail d’un œil de la tortue imbriquée.

Les poumons de l’animal sont adaptés pour permettre des échanges gazeux rapides et son sang lui permet d’oxygéner efficacement les tissus, même en plongée profonde sous de fortes pressions. Ces tortues peuvent dormir sous l’eau pendant plusieurs heures mais leur durée de plongée maximale est beaucoup plus courte lorsqu’elles doivent se nourrir ou fuir un prédateur.
Lorsqu’elles mangent des cnidaires, elles ferment les yeux, car ils ne sont pas protégés contre les nématocystes, contrairement au reste de leur corps.

### Reproduction

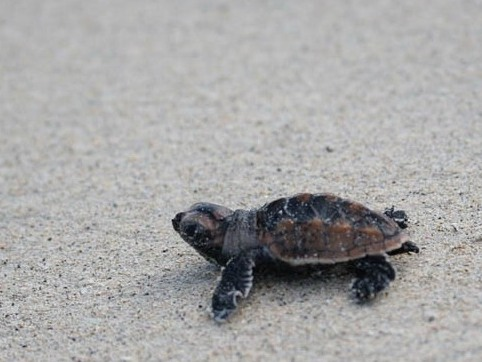
Juvénile de tortue imbriquée.

Les tortues imbriquées femelles ne se reproduisent que tous les deux ou trois ans mais cet écart peut varier entre neuf mois et 10 ans. La reproduction peut même se dérouler plusieurs fois une même année, à quinze jours d’intervalle, le plus souvent sur la même plage. C’est une espèce de tortue marine très féconde. La période de reproduction durant six mois, la femelle retourne sur son site de nidification en moyenne de 2,6 à 4,5 fois par saison selon les sources. Les individus d’un couple sont très fidèles. De plus, fait particulier, la femelle stocke des réserves de spermatozoïdes. Elle peut ainsi se reproduire pendant plusieurs années sans avoir de contact avec un mâle.
On a pu déterminer que pour chaque site, les tortues disposaient d’une certaine homogénéité génétique, ce qui tend à prouver que les femelles viennent pondre à l’endroit où elles sont nées. Chacune débarque sur la plage et creuse un nid profond d’au moins 10 cm et de 90 cm au plus. Elle y dépose en moyenne une centaine d’œufs (de 70 à un maximum enregistré de 250),, d’un poids de 25 grammes et de la taille d’une balle de pingpong. Elle retourne immédiatement à la mer après avoir recouvert le nid de sable. Le nombre d’œufs et la viabilité de ceux-ci dépendent fortement du lieu de ponte. Le processus dure environ 1 à 3 heures. La période d’incubation est de 47 à 75 jours, selon la saison et l’emplacement.
Dans l’océan Atlantique, la période de reproduction a lieu habituellement d’avril à novembre et dans l’océan Indien de septembre à février, durant la période chaude. Peu d’autres données fiables sont disponibles.
La tortue imbriquée s’hybride facilement avec d’autres tortues marines, telle que les caouannes. Certains hybrides trouvés au Brésil ou en Floride sont viables et fertiles car ils existent depuis au moins deux générations,. Un hybride de tortue verte a aussi été découvert au Suriname.
La détermination du sexe chez les tortues imbriquées est très hasardeuse. Les caractères sexuels ne sont pas toujours extérieurement visibles. Les caractères sexuels secondaires (comme pour les autres tortues: la largeur de la queue, les griffes ou la forme du plastron) ne sont pas toujours déterminants. Seule l’analyse sanguine est une méthode fiable. La tortue est ovipare, et comme pour les autres tortues, la température d’incubation détermine le sexe des embryons dans les œufs. Le sexe ratio serait compris entre trois et quatre femelles pour un mâle.

## Écologie
En s'alimentant d'éponges, la tortue imbriquée libère des surfaces de corail, ce qui permet à certains poissons opportunistes d'accéder au récif pour se nourrir. Elles participent indirectement à l'écosystème de la barrière de corail. Elles sont également une proie particulièrement vulnérable, sous forme d'œufs puis juste après l'éclosion avant qu'elles n'atteignent les zones sécurisées en mer, comme les autres tortues marines. D'après les estimations, près de 30 % des juvéniles imbriqués lâchés à la sortie d'une écloserie à Sabah en Malaisie sont dévorés à moins de dix mètres en mer par les poissons osseux et les requins. Selon une étude, moins d'un œuf sur mille donnerait naissance à un adulte. Une fois adulte, ses seuls prédateurs sont le requin et surtout l'homme, mais son taux de survie est tout de même très élevé (95 % pour une femelle adulte).
Les tortues sont souvent observées accompagnées de rémoras rayés. Cette particularité est utilisée par certains chasseurs de tortues de l'océan Indien. Le rémora, préalablement pêché, est attaché à une corde puis relâché à l'eau vivant. Il s'agrippe alors à une tortue qui peut donc ensuite être remontée en surface. Comme pour d'autres tortues, on peut également observer des balanes et des algues filamenteuses sur leur carapace.
Voir aussi, Tortue marine : Prédateurs

## Distribution et lieux de ponte

### Habitat
Les tortues imbriquées adultes vivent principalement en zone tropicale. C'est d'ailleurs l'une des espèces de tortues marines qui reste la plus confinée dans cette zone. Les tortues occupent différents habitats selon les étapes de leur cycle biologique. Elles se reposent fréquemment autour des récifs de corail ou dans des grottes sous-marines dès qu'elles mesurent plus de vingt centimètres, ce qui a été effectivement montré pour Eretmochelys imbricata imbricata. Cependant, comme elles migrent, elles peuvent aussi être aperçues dans les lagunes, les mangroves ou les estuaires. On ne sait pratiquement rien sur les juvéniles, qui gagnent immédiatement les zones pélagiques après l'éclosion. Incapables de plonger en eau profonde, ils vivent parmi les algues flottantes (Sargassum sp.),. Les tortues regagnent toujours leurs habitats habituels entre les périodes de migration. Ainsi, lorsque les tortues imbriquées disparaissent d'une zone, il n'y a pas de repeuplement par d'autres individus et la disparition est définitive.

#### Atlantique
On estime qu'au maximum 5 000 tortues imbriquées pondent annuellement dans les Caraïbes et 600 au Brésil, au Suriname et en Guyane; la plus grande population restante niche au Mexique. On ne dispose pas de données sur tous les pays comme la Guyana, Cuba, la Floride, Grenade, le Guatemala, Montserrat, Trinité-et-Tobago, le Venezuela et les îles Caïmans. Cependant, d'une façon générale, beaucoup d'études sur ces tortues sont menées dans la région. On considère que les populations y sont épuisées ou pratiquement épuisées même si leur nombre dans la péninsule du Yucatan au Mexique et à Isla Mona (Puerto Rico) est en augmentation. La population de Antigua (Jumby Bay) et dans les îles Vierges (Buck Island) est considérée comme stationnaire. Cette espèce est rencontrée dans cette région, du nord des États-Unis c'est-à-dire jusqu'à Long Island Sound et Massachusetts jusqu'en Argentine. À l'ouest, elle s'observe de la Manche au cap de Bonne-Espérance. Aucune observation de pontes de tortues imbriquées n'a eu lieu en Méditerranée et les rapports documentés sur des observations en mer sont presque inexistants.
La répartition sur la côte ouest-africaine est moins connue que dans les Caraïbes. On sait que dans les années 1800, le golfe de Guinée et les îles de Sao Tomé-et-Principe étaient des sites importants de ponte et de transformation des écailles. Nous ne disposons pas de données chiffrées précises, mais il resterait quelques centaines de pontes par an. En 1996, des écailles étaient toujours en vente aux touristes dans cette région.

#### Océan Indien
Grâce à la forme des écailles, six classes de tortues imbriquées sont identifiables dans cette région. Ainsi, les populations de tortues imbriquées pondant en Afrique de l'Est, en Asie et sur la plupart des îles ont connu un déclin considérable depuis cent ans. Certaines régions n'ont plus du tout de pondeuses. Alors qu'elles avaient été décrites comme extrêmement nombreuses autrefois, il n'existe plus que 6 000 à 7 000 pondeuses par an en ne comptant pas l'Indonésie et l'Australie en 1999. Seules les populations des Seychelles sont en augmentation.
La datation et l'analyse des écailles permettent de connaître à la fois les lieux d'origine des lignées de tortues et leur âge. Aussi l'évolution des effectifs des populations de l'océan Indien peut être estimée à partir du volume d'écailles qui, depuis le XIXe siècle principalement, a été exporté vers l'Europe.

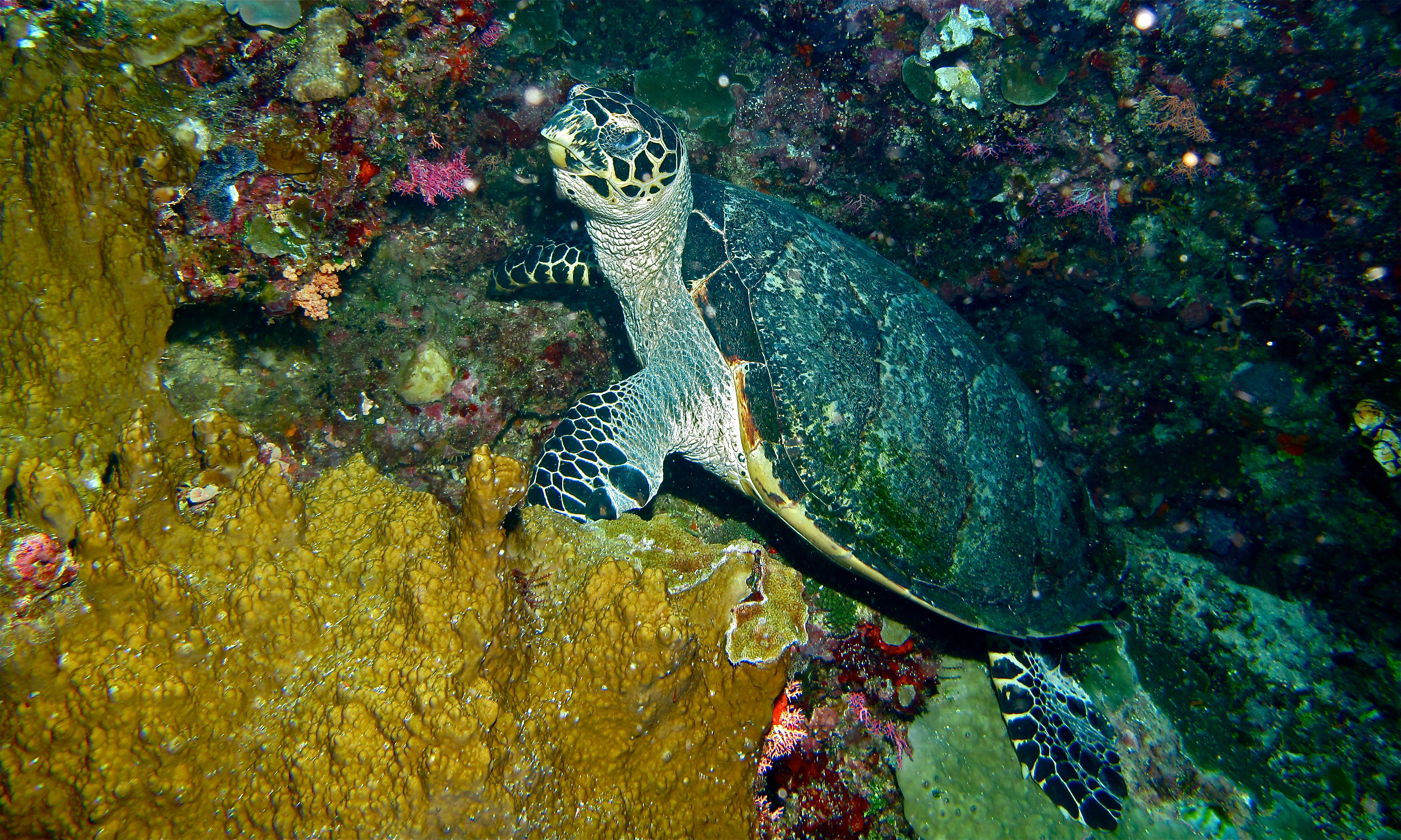
Tortue imbriquée dans le parc national marin de Bunaken, Indonésie.

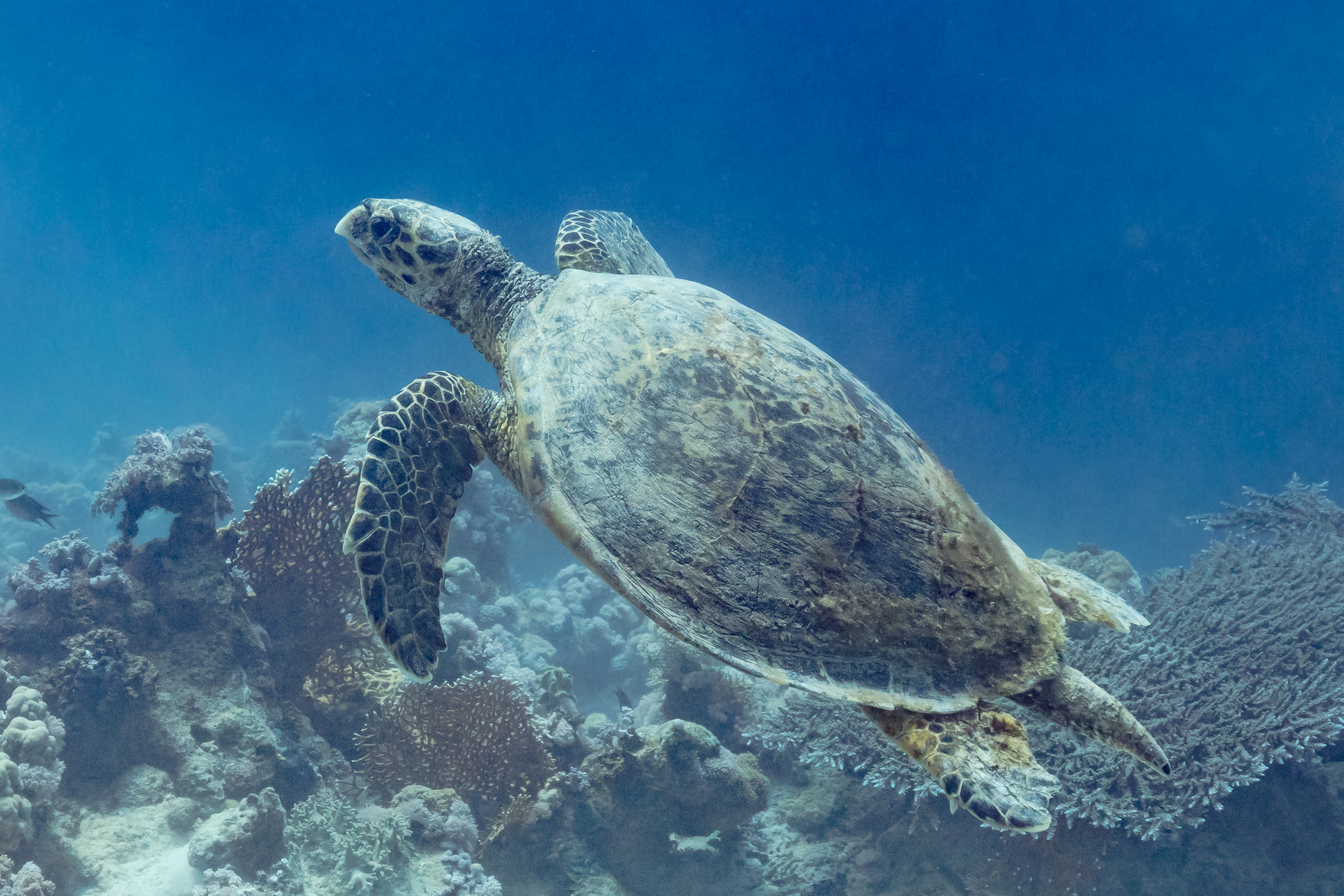
Une tortue imbriquée en mer Rouge, au ras Mohammed.

Les rassemblements de tortues imbriquées qui pondent dans la zone de la Malaisie, la Thaïlande, l'Indonésie sont en déclin très rapide. Seules les populations d'Australie stagnent. La situation des populations de la région est en fait très mal connue du fait que les entités géopolitiques de cette zone ne mettent pas en place des systèmes de surveillance comme en Papouasie-Nouvelle-Guinée, en Indonésie et au Vanuatu, difficile, il est vrai, tant le nombre d'îles est grand.
Les tortues imbriquées sont donc présentes sur une grande partie de l'océan Indien allant du Mozambique à la mer Rouge à l'ouest et de la Corée au Japon au nord-est et toute la Nouvelle-Zélande au sud-est.

### Lieux de ponte importants
Plus de soixante lieux de ponte habituels sont connus, principalement dans les régions tropicales des océans Pacifique et Atlantique. On en trouve également dans l'océan Indien.
Les sites de plus de 1 000 nids sont :

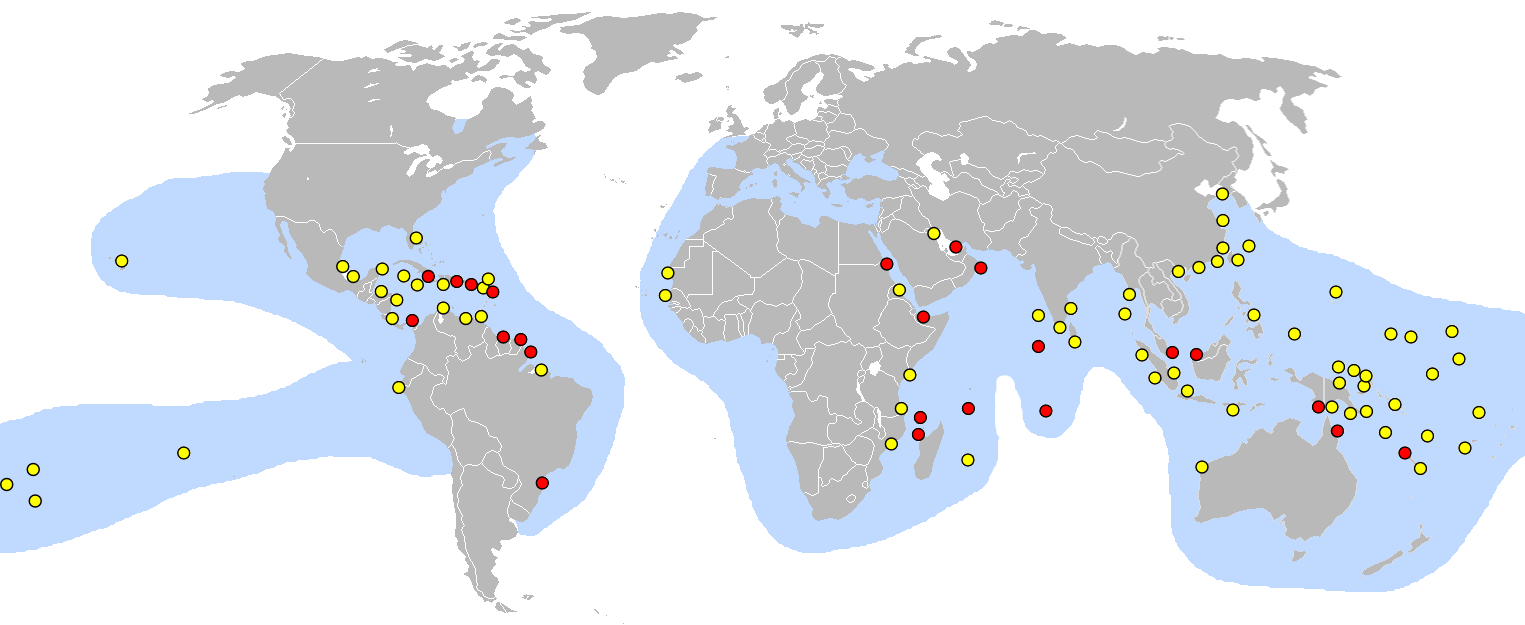
Carte de 1981
Fond bleu : présence de tortues imbriquées
Point jaune : lieux de ponte secondaires
Point rouge : lieux de ponte principaux

- L'île Cousin, dans l'océan Indien est un des rares lieux de ponte où les effectifs augmentent[26] ;
- Les îles Daymaniyat à Oman ;
- Shitvar en Iran, mais les données sur ce site sont actuellement parcellaires ou inexistantes ;
- Guyane française ;
- Détroit de Torres et Terre d'Arnhem en Australie[27] ;
- Péninsule du Yucatán, Mexique.

### Migration
On pensait à tort, jusqu'à récemment, que la tortue imbriquée était moins migratrice que les autres espèces de tortues marines. Des études utilisant la télémétrie satellite ont montré que cette espèce voyage sur des milliers de kilomètres. Il est probable que les tortues imbriquées s'alimentent et se multiplient dans des zones complètement différentes.

## Systématique

### Taxinomie
En raison de son régime alimentaire unique, sa position dans l'arbre phylogénétique a été très discutée. Les analyses moléculaires tendent à prouver que les Eretmochelys descendent d'ancêtres carnivores plutôt qu'herbivores. On pense qu'elle est plus proche de la tribu des Chelonini, qui inclut la tortue verte, que de celle des Carettini, représentée par la Caouanne.

### Classification phylogénétique
Les principaux groupes évolutifs relatifs sont décrites ci-dessous par phylogénie selon Hirayama, 1997, 1998, Lapparent de Broin, 2000, and Parham, 2005 :
```
 --o 
Procoelocryptodira

 |--o 
Chelonioidea
 Oppel, 1811 c’est-à-dire les tortues marines
 | |--o
 | | |--o †
Toxochelyidae

 | | `--o 
Cheloniidae
 Oppel, 1811
 | | |----o 
Caretta
 Rafinesque, 1814
 | | |----o 
Natator
 McCulloch, 1908
 | |   `----o Chelonini Oppel, 1811
 | |       |--o 
Eretmochelys
 Fitzinger, 1843
 | |       |--o 
Lepidochelys
 Fitzinger, 1843
 | |         `--o 
Chelonia
 Brongniart, 1800
 | `—o 
Dermochelyidae
 dont la 
tortue luth

   `--o Chelomacryptodira, c'est-à-dire les autres tortues cryptodires
```

### Étymologie
En français, elle est dite « imbriquée » et en latin « imbricata » parce que les plaques arrière de sa dossière se chevauchent.
La tortue imbriquée a été décrite à l'origine par Carl von Linné comme Testudo imbricata, en 1766. Au début du XIXe siècle, la systématique s'affine, on reconnaît aux tortues marines des caractéristiques communes et on les regroupe au sein de taxons communs. Un nouveau genre Eretmochelys (du grec: eretmo, rame et chelys, tortue) est proposé par le zoologiste autrichien Leopold Fitzinger en 1843 à la suite de la nouvelle description plus précise de l'espèce. Deux sous-espèces ont été ensuite décrites, une vivant dans l'océan Atlantique et l'autre dans les océans Pacifique et Indien. Comme la première sous-espèce décrite par Linné était originaire de l'Atlantique, elle prit pour nom, selon les règles usuelles de nomenclature, Eretmochelys imbricata imbricata. C'est la description de Wilhelm Peter Eduard Simon Rüppell de 1835 qui est retenue pour la tortue imbriquée du Pacifique. Elle est appelée Eretmochelys imbricata bissa, bissa signifiant double en latin. Ce nom lui a été attribué à la suite d'une précédente mauvaise classification dans les Carettini qui l'avait fait nommer Caretta bissa. En 1857, la création d'une nouvelle sous-espèce Eretmochelys imbricata squamata est proposée mais est jugée ensuite invalide. Il n'y a actuellement aucune sous-espèce reconnue.
On l'appelle la "karet", en Guadeloupe notamment. L'origine du mot "Caret" est mal connue, mais il date du XVIe siècle et pourrait être un emprunt aux langues caraïbes via l'espagnol. On la surnomme aussi « tortue à bec de faucon » (comme en anglais Hawksbill turtle) à cause de son bec crochu.

## Relation avec l'homme

### Une ressource ancestrale

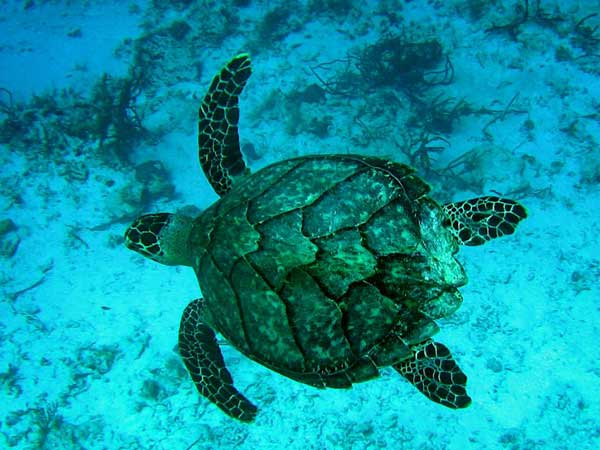
Tortue imbriquée vue de dos.

Des vestiges de ces reptiles sont associés aux activités humaines dans le monde et ont souvent accompagné les rites funéraires. La tortue imbriquée est retrouvée dans des représentations anciennes comme les peintures, les statuettes, les sculptures, les poteries, les pièces de monnaie, les hiéroglyphes, les poèmes, les légendes et les mythes. C'est sûrement l'espèce de tortue marine qui a le plus subi la prédation humaine.
Cette espèce de tortue est surtout mangée au Japon et en Chine même si la viande, et surtout la peau, s'est fréquemment avérée toxique,. Cette pratique, y compris pour la tortue imbriquée, est attestée depuis au moins le Ve siècle av. J.-C.. L'usage de l'écaille de tortue imbriquée est attesté entre la Chine et la Rome antique. L'écaille de tortue est une des marchandises citées dans Le Périple de la mer Érythrée du Ier siècle.
En raison des pratiques de chasse à la tortue pour la consommation, pour la médecine traditionnelle, pour les écailles et la confection de parfums et de produits de beauté (japonais), elle est devenue une espèce rare. En outre, il faut ajouter le ramassage massif des œufs, les conséquences de la pêche (comme la prise dans les filets de pêche) et de la dégradation de l'environnement en général (dégradation de la qualité de l'eau et ingestion de sacs plastiques qui provoquent des occlusions intestinales).

#### Transformation des écailles

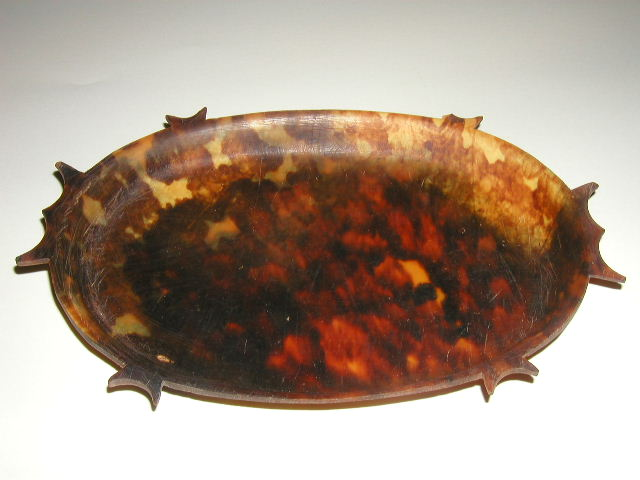
Plat « toluk », cadeau de luxe en Micronésie.

Une seule tortue produit entre 0,75 et 1,5 kilogramme d'écailles avec un rendement moyen d'environ un kilogramme. L'écaille présente des couleurs chaudes et, dans les mains d'artisans habiles, elle peut être soudée, moulée, découpée et sculptée.
Les Japonais appellent les écailles de tortue bekko, les Chinois les nomment tai mei. La tortue a été utilisée pour décorer de nombreux objets, pour faire des pendentifs, des bagues, et tout objet personnel allant jusqu'à la fabrication de montures de lunettes. Le prix actuel de certains objets en écaille en font l'un des produits d'animaux les plus précieux. L'industrie du bekko reste active au Japon, mais en principe, continue sur les stocks d'écailles existants puisqu'il y est interdit d'exploiter des écailles d'animaux tués après la signature de la convention de 1992.

## Protection

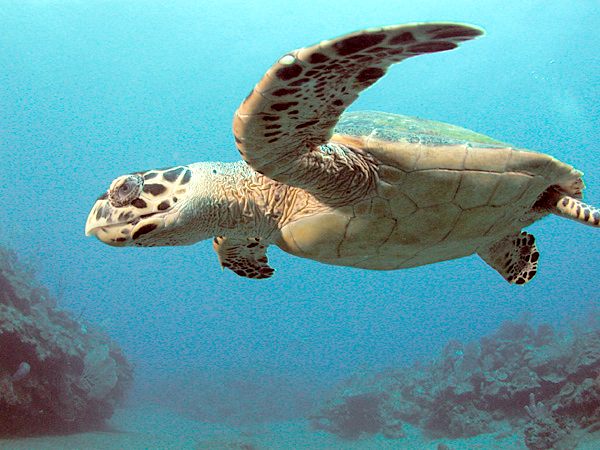
Eretmochelys imbricata.

On sait que la tortue imbriquée a quasiment disparu d'Afrique de l'Est dès la fin du XIXe siècle. Plusieurs auteurs ont fait part de la raréfaction de cette espèce à Madagascar depuis les années 1930. Les prélèvements commerciaux et le commerce à grande échelle ont débuté dans les années 1950 et 1960. Identifiée comme menacée depuis 1968 par l'UICN, la population d'Atlantique Nord est immédiatement protégée en étant inscrite dans l'annexe I de la CITES à la signature de la convention de Washington (CITES) de 1975. La population du pacifique est inscrite en annexe II mais passe en annexe I dès 1977. Dès lors, elle est légalement protégée et par conséquent tout sous-produit obtenu à partir de cette tortue est interdit à la vente. Cependant le commerce massif continue, d'ailleurs le Japon en a importé 640 kilogrammes entre 1966 et 1986. Son statut passe à "en danger" en 1982. En 1983, les seules populations stables connues se trouvaient au Moyen-Orient et au nord-est de l'Australie. En 1986, puis en 1988, l'UICN signale une aggravation de la situation. Le Japon continue à importer environ de 1985 à 1990 2,7 tonnes en moyenne jusqu'en 1992 où il en importe 175 kilogrammes. En 1989, un rapport décrit une situation préoccupante en Atlantique Nord, où les populations d'E. imbricata sont partout menacées. En 1992, un règlement a pu être négocié, notamment avec le Japon qui supprime le commerce massif. Cependant, les populations continuent à diminuer, et en 1994 l'UICN signale de nouveau une aggravation. En 1996, la tortue est cette fois considérée en danger de disparition.
Le trafic cependant continue. Les plus belles écailles de tortue, les plus rares aussi, proviennent de la tortue imbriquée. Ce qu'aujourd'hui les magazines de mode présentent comme de l'« écaille de tortue » est en fait du plastique teinté. Le commerce de l'écaille de tortue véritable, toujours convoitée par quelques initiés, est restreint ou interdit mais malheureusement pour la survie de l'espèce, toujours actif.
Si la tortue imbriquée est protégée par le United States Fish and Wildlife Service depuis les années 1970, l'Indonésie, Haïti, Cuba ne respectent pas les recommandations de la CITES, tandis que d'autres pays ferment les yeux. On sait qu'un trafic de carapaces se déroule dans la région des Caraïbes, en Colombie et au Venezuela. Les très rares tortues survivantes en Atlantique, comme à Sao Tomé, continuent d'être pêchées et leurs carapaces vendues aux touristes.
Or d'après le CITES :

« D'après des études récentes, les tortues imbriquées ont été décimées tant à l'échelle mondiale que dans les Caraïbes. Cependant, certaines indications donnent à penser qu'en prenant certaines mesures de conservation – notamment la protection des plages de ponte – sur plusieurs décennies, il serait possible d'augmenter le nombre annuel de tortues reproductrices (populations pondeuses). »

La tortue imbriquée est en France concernée par un plan de restauration des tortues marines des Antilles françaises (le plan local et régional qui concerne aussi d'autres tortues Marines des Antilles Françaises  (tortue verte, tortue luth, tortue caouanne, tortue olivâtre). Ce plan est subdivisé en :
- un Plan de Restauration des Tortues Marines de Guadeloupe,
- un Plan de Restauration des Tortues Marines de Martinique,
- un projet de programme de coopération internationale à développer à échelle géographique plus large, voire planétaire afin de mieux prendre en compte les métapopulations et la diversité génétique des espèces.

### État de la population

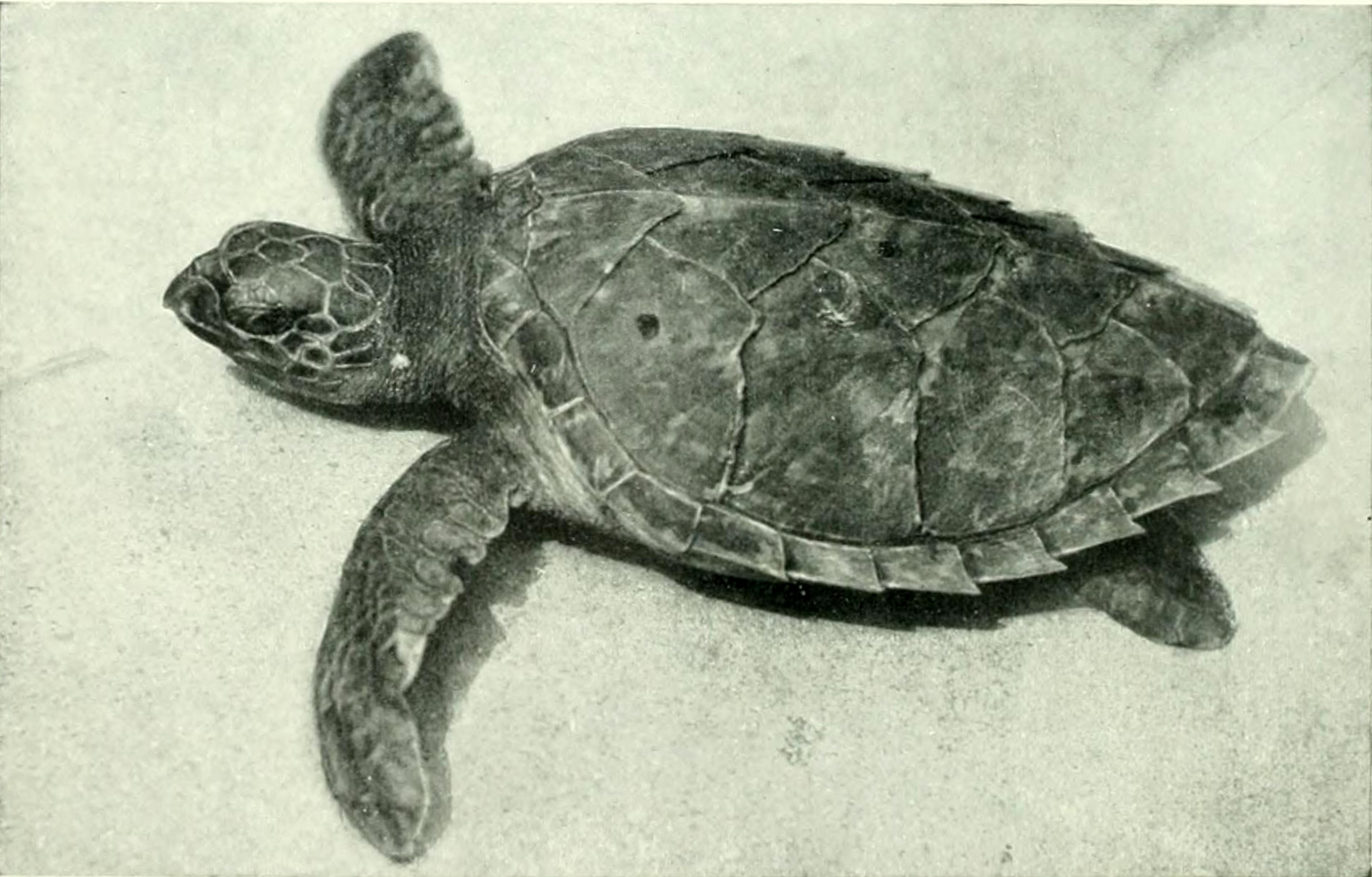
Eretmochelys imbricata.

En 2007, il n'existe plus au monde que cinq grands sites de rassemblement annuel de plus de mille tortues qui se situent aux Seychelles, au Mexique et deux au nord de l'Australie.
Depuis les années 1990, les prélèvements intensifs d'œufs en Indonésie ont fait fondre de 90 % les effectifs.
Les sites de rassemblement d'Indonésie, des Seychelles et un des deux d'Australie sont d'ailleurs en relatif déclin. Partout, la population de tortues imbriquées a diminué de plus de 80 % au cours des cent dernières années et quelquefois en moins de cinquante ans (Nicaragua, Panama, Cuba, Madagascar, Sri Lanka, Thaïlande, Malaisie, Indonésie et Philippines). L'espèce a complètement disparu de nombreux endroits, ou presque comme dans l'Atlantique Est. À ce titre, elle est inscrite sur la Liste rouge de l'UICN de l'UICN depuis 1968 et comme étant en danger critique d'extinction depuis 1996.
Les efforts de protection des années 1980 n'ont porté leurs fruits que dans de rares endroits où l'on constate une stagnation. Cependant, point positif, une légère augmentation des effectifs a été observée au Yucatán, à Isla Mona et sur l'île Cousin,.
Il est très difficile de connaître très précisément les stocks en raison de deux comportements. D'une part le comportement migrateur des tortues ne nous permet pas de déduire leur nombre des observations localisées, leur densité, pouvant varier en fonction des lieux, des périodes, etc. D'autre part, on ne peut déduire le nombre de femelles en surveillant les pontes, car leur fréquence de ponte varie fortement en fonction des lieux et de l'âge des tortues. Le grand nombre de plages où elles vont pondre, leur grande longévité, ainsi que le temps important avant d'atteindre la maturité sexuelle, ont permis à l'espèce de résister aux prélèvements massifs opérés par les humains. Cependant, lorsque ces prélèvements atteignent une taille critique, la population de tortues chute et peut mettre plusieurs dizaines d'années avant de croître à nouveau.

### Culture
La tortue imbriquée est représentée sur le dos des billets de 20 Bolívar vénézuélien de 2008 et de 2 réal brésilien de 2001.

## Publications originales
- Linnaeus, 1766 : Systema naturæ per regna tria naturæ, secundum classes, ordines, genera, species, cum characteribus, differentiis, synonymis, locis. Tomus I. Editio duodecima, reformata. Laurentii Salvii, Stockholm, Holmiae, p. 1-532.
- Fitzinger, 1843 : Systema Reptilium, fasciculus primus, Amblyglossae. Braumüller et Seidel, Wien, p. 1-106. (texte intégral).